# Chen Hongshou
Chen Hongshou (陳洪綬T, Chén HóngshòuP; 1598 – 1652) è stato un pittore cinese della tarda dinastia Ming.

## Biografia

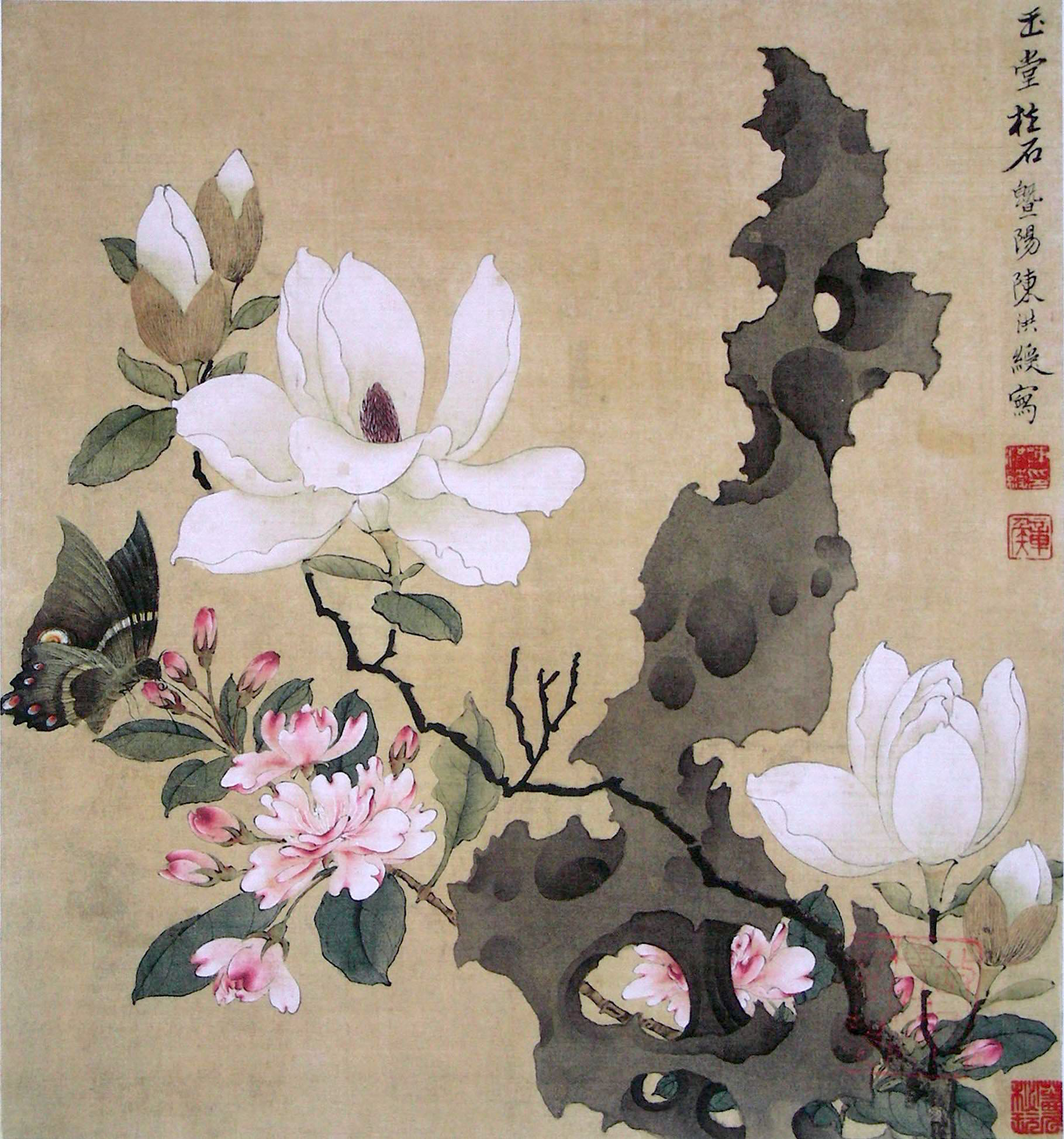
Chen Hongshou, Magnolia e roccia eretta, Museo del palazzo, Pechino

Chen nacque a Zhuji, nello Zhejiang, nel 1598, durante la dinastia Ming. Il suo nome di cortesia era Zhānghóu (章侯), mentre adottò gli pseudonimi Lǎolián (老莲), Fúchí (弗迟), Yúnménsēng (云门僧), Huǐchí (悔迟), Chíhéshang (迟和尚) e Huǐsēng (悔僧) nella sua produzione artistica.
Allievo di Lan Ying, fu un abile disegnatore che si interessò della rappresentazione della figura umana, che ritraeva con una pennellata corposa e profonda e con colori ben definiti. Non ricercava peraltro una verosimiglianza assoluta, preferendo ricercare la qualità del disegno. Dipinse abilmente anche paesaggi e soggetti naturalistici, quali uccelli e fiori.
Riprese uno stile antico, identificabile in quello dei pittori vissuti durante la dinastia Song (960–1279), quali Li Gonglin e Zhao Mengfu.
I suoi capolavori più noti sono  "Shuǐ Hǔ Yè Zi" (水浒叶子) e "Bó Gǔ Yè Zi" (博古葉子).
Fu anche un abile calligrafo e si cimentò anche nella poesia e nella prosa.